# بيل ماكدونالد
بيل ماكدونالد (بالإنجليزية: Bill Macdonald)‏ هو لاعب كرة قاعدة أمريكي، ولد في 28 مارس 1929 في ألاميدا في الولايات المتحدة، وتوفي في 4 مايو 1991 في شاستا لاكي في الولايات المتحدة.

## وصلات خارجية
- بيل ماكدونالد على موقع دوري كرة القاعدة الرئيسي (الإنجليزية)
- بيل ماكدونالد على موقعبيزبول رفرنس.كوم (الدوري الرئيسي) (الإنجليزية)
- بيل ماكدونالد على موقعبيزبول رفرنس.كوم (الدوري الثانوي) (الإنجليزية)